# 大久保泰
大久保 泰（おおくぼ たい、1905年3月28日 - 1989年1月29日）は、日本の洋画家、美術評論家。
愛知県出身。早稲田大学卒。山本鼎に油絵を学び、1931年、ヨーロッパ留学。帰国後国画会展、春陽会展に出品。1939年以後、独立展に出品、「裸婦」で岡田賞を受賞。風景画を得意とした。

## 著書
- 古式の笑 春鳥会 1941
- 空しき花束 大日本雄弁会講談社 1948
- カナの饗宴 美術出版社 1948
- デュフイの歌 毎日新聞社 1949
- 西洋名画の話 美術出版社 1951 (少年美術文庫)
- 世界の美術家 あかね書房 1952 (世界伝記文庫)
- 宿命の画家達 中央公論社 1952
- 近代絵画の話 宝文館 1952 (NHK教養大学)
- ゴッホ 講談社 1954 (世界伝記全集)
- ファン・ゴッホ　フィンセント 日動出版部 1976.8

## 編著
- ゴーギャン 1949 (アルス美術文庫)
- 原色版美術ライブラリー 第32 ルノワール みすず書房 1955
- ゴッホ 1955 (講談社版アート・ブックス)
- ゴーガン 1955 (講談社版アート・ブックス)
- ドガ 1955 (講談社版アート・ブックス)
- デュフィ 1955 (講談社版アート・ブックス)
- 世界の美術 第19 ゴッホ 河出書房新社 1963
- ファブリ世界名画集 46 ラウル・デュフィ 平凡社 1969

## 展覧会図録など
- 大久保泰展 南欧・南仏-生活の目 日動画廊 1975
- 大久保泰展 感動が凍結する時間 日動画廊 1977
- 大久保泰展図録 日本の風景 北から南へ 日動画廊 1979.2
- 大久保泰展 北欧から南ヨーロッパへ 日動画廊 c1981
- 大久保泰展 1984 日動画廊 c1984
- 大久保泰展 ヨーロッパの輝きと陰り 日動画廊 c1987
- 大久保泰展カタログ 日動画廊 1993
- 児島善三郎の手紙 1940～1951 大久保泰宛書簡 形文社 1993.10
- 大久保泰 生誕100年 1905-1989 市制施行50周年記念企画展 富岡市立美術博物館・福沢一郎記念美術館 2004.9

## 参考
- 日本人名大辞典